# オペル・カデット
カデット（Kadett ）は、ドイツの自動車メーカーであるオペルがかつて生産していた乗用車である。

## 概要
第二次世界大戦前の1936年から1940年にかけ初代が短期間生産され、戦後1962年に2代目モデルとして復活、モデルチェンジを繰り返しつつ、1992年にアストラに後を譲るまで生産された。1960年代から1980年代にかけて、フォルクスワーゲン・タイプ1（ビートル）やゴルフ、フォード・エスコートと常に販売台数を競うなど、ドイツの代表的な大衆車であった。
カデットとはドイツ語で「士官候補生」を意味し、上級車の「カピテーン」（艦長）・「アドミラル」（提督）同様、軍人の職位を表す名称である。

## 初代（1936年–1940年）

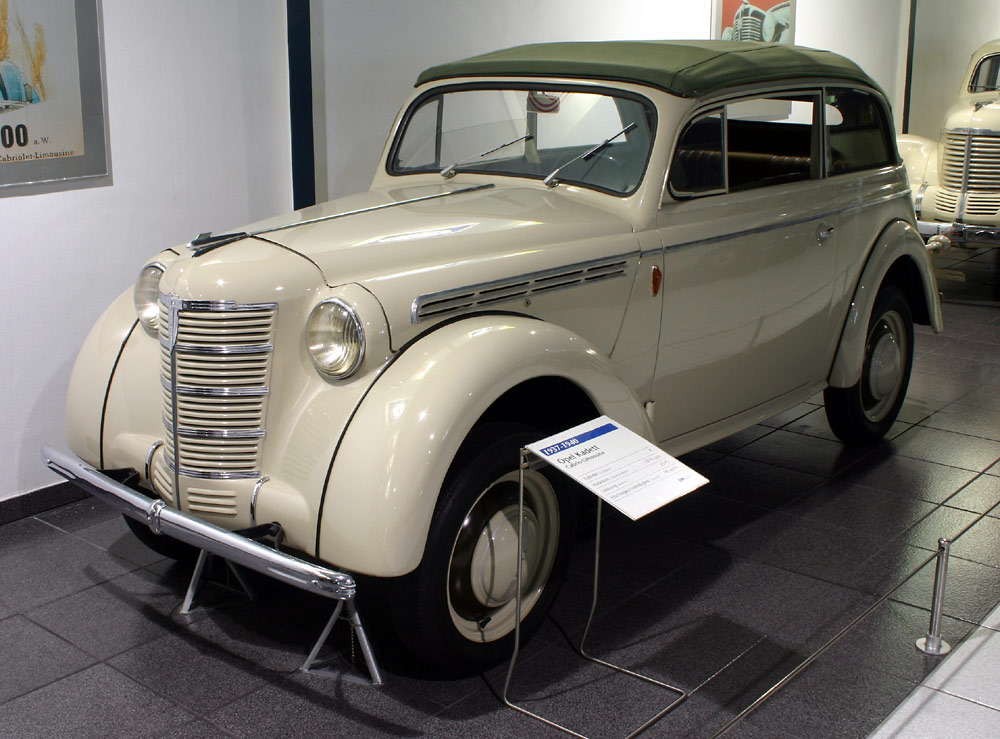
初代（1938年の大規模マイナーチェンジ以降の後期型）

1930年代中期当時、アドルフ・ヒトラー麾下・ナチス政権の支援によって、フェルディナント・ポルシェはフォルクスワーゲン（後のタイプ1、いわゆるビートル）を開発中であった。アメリカのゼネラルモーターズ傘下の外資企業となっていたオペルは、近い将来国策で発売されるこの新しいライバルに対抗できるモデルを必要としていた。
それまでのオペルで最廉価の大衆車「P4」は、前後輪とも固定軸の前時代的なモデルで、ポルシェの開発する大衆車には到底対抗できないことから、P4の設計を一新した後継車種として「カデット」が開発された。
1935年に登場した上級モデル・オリンピアの延長線上に設計されており、ヘッドライトを車体本体と一体化しサイドステップを廃したモノコックボディ、デュボネ式前輪独立サスペンションを持つ進歩的な設計であった。在来型流用の水冷直列4気筒1,073 ccエンジンは旧式なサイドバルブ式で23馬力しかなかったが、757 kgと軽量であったため最高速度は98 km/hに達し、フォルクスワーゲンが市販されていなかったこの時点では相当に優秀な乗用車であった。
1938年には大規模なマイナーチェンジを受け、左右に緩い円弧を描き上方がやや後退する流線型に縦筋の吸気孔を5段とるデザインであったフロントグリルは、当時のオリンピア（1937年後半のマイナーチェンジを受けた「OL38」型）と同様な、円弧の強い曲面が垂直に立ち上がる横筋デザインに変更された。その他、側面通気孔にも改変が見られる。
第二次世界大戦勃発後の1940年、親会社のGMの意向を押し切ってオペル工場はドイツ政府に接収され、カデットも生産が打ち切られた。プレス型や設計図などは保管されていたため、1945年のドイツの敗戦後、生産設備はソ連に運び去られ、同国でモスクヴィッチ・400/420として生産されることとなった。
戦後混乱期のオペルにカデットの生産設備を作り直すだけの余裕はなく、結局オペルは戦後15年以上に渡って1,000 ccクラスのベーシックモデルを持てないままに、1,500 cc級のオリンピア（およびその後継シリーズのオリンピア・レコルト）を最廉価モデルとすることになる。

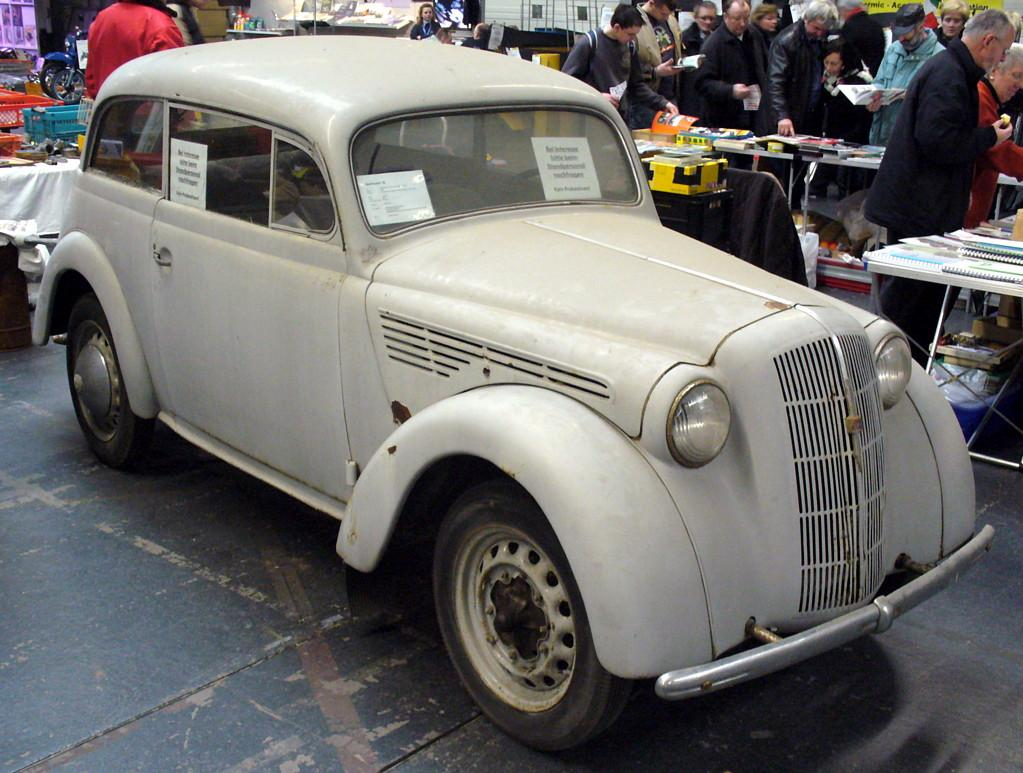
初期型
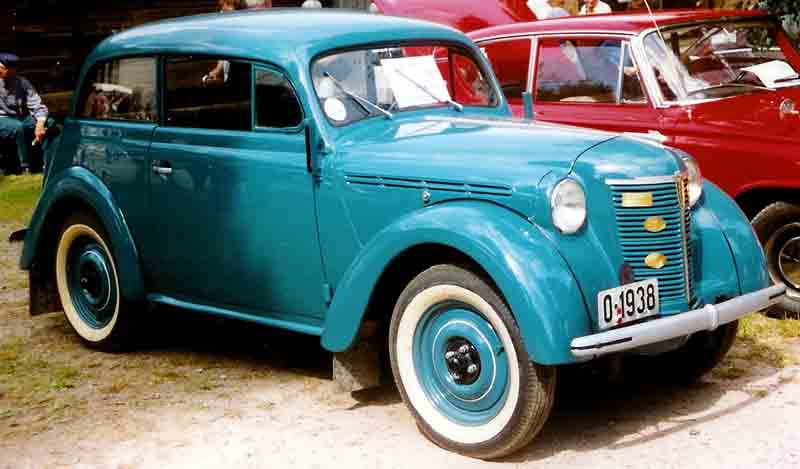
後期型

## カデットA（1962年-1965年）

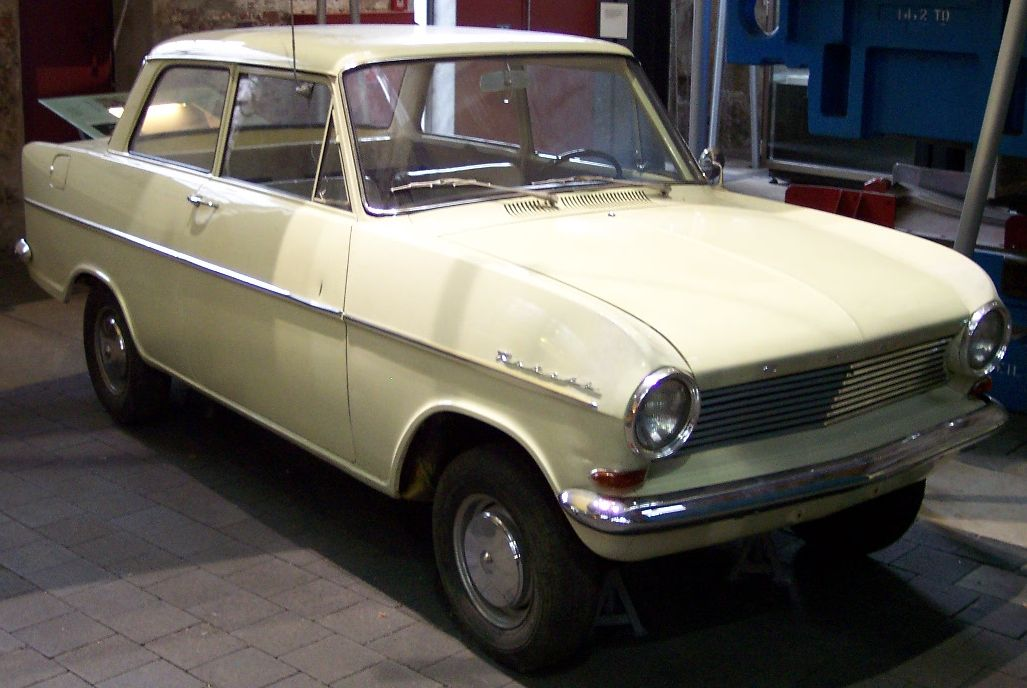
カデットA

戦後ドイツにおけるモータリゼーションの進行に乗じる形で、オペルは1962年10月、22年ぶりに「カデット」の名前とともに1,000 cc級大衆車を再登場させた。
全長3,920 mm×全幅1,470 mm×全高1,410 mm、ホイールベース2,325 mmのフルモノコック車体で、生産性を配慮し大型プレス部材を用いたシンプルな造形であった。フロントに水冷直列4気筒OHV 993 ccの40馬力エンジンを搭載、後輪を駆動する。サスペンションはフロントが横置きリーフスプリング支持のウィッシュボーン独立懸架、リアが半楕円リーフリジッドという堅実かつ簡潔なものである。先代同様に軽量で、車重700 kgに過ぎず、最高速度120 km/hとフォルクスワーゲンに対抗できる充分な性能を発揮した。
このクラスの有力ライバルとしては、フォルクスワーゲンの他にドイツ・フォードの「タウヌス」が存在したが、タウヌスの1,200 ccモデルは同時期のモデルチェンジで前輪駆動化されていた。基本モデルの2ドアセダンの他、3ドアワゴンの「キャラバン」、豪華版の「L」、2ドアクーペなどが順次追加され、3年余りで649,512台が生産されるヒット作となった。
英国・ボクスホールでは、カデットＡとほぼ同じ設計のシャシーに独自のボディと1,056 cc、45馬力エンジンを搭載したボクスホール・ヴィヴァを1963年に発売、以後独自にモデルチェンジを重ねて生産した。
カデットとヴィヴァは、1966年に相次いで登場する日本の1,000 cc級大衆車である日産・サニー、トヨタ・カローラの設計にも影響を与えた。特に初代サニーの設計は、エンジンやサスペンション、造形など多くの面でカデットの影響が明白に見受けられる。

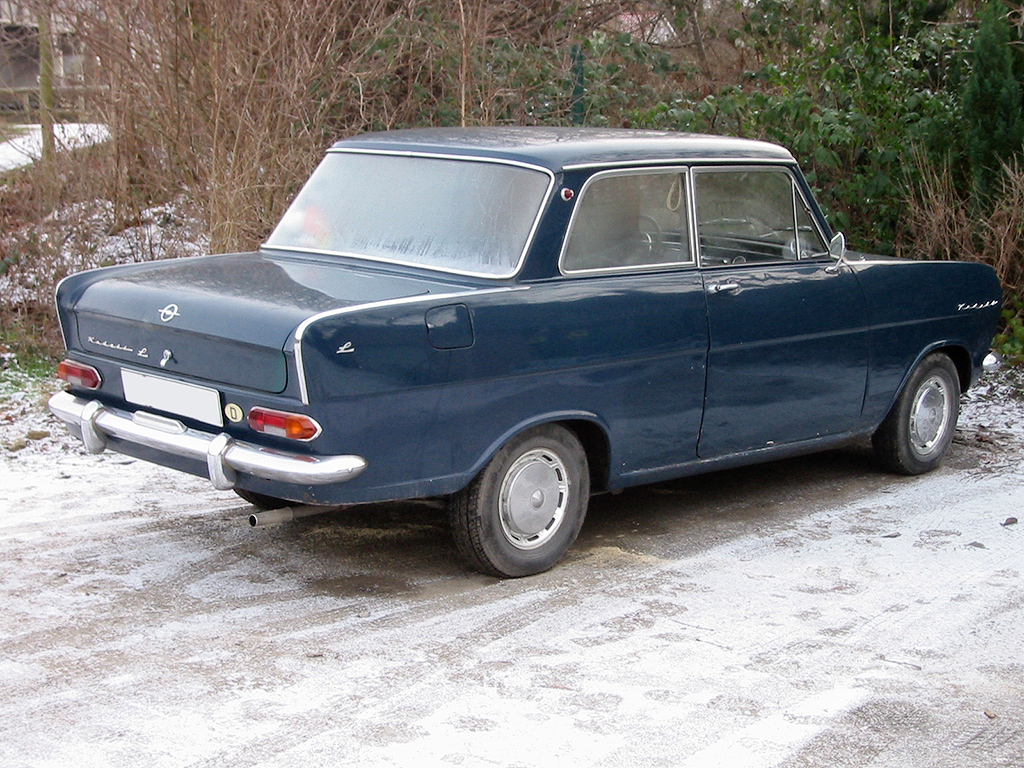
Lのリアビュー
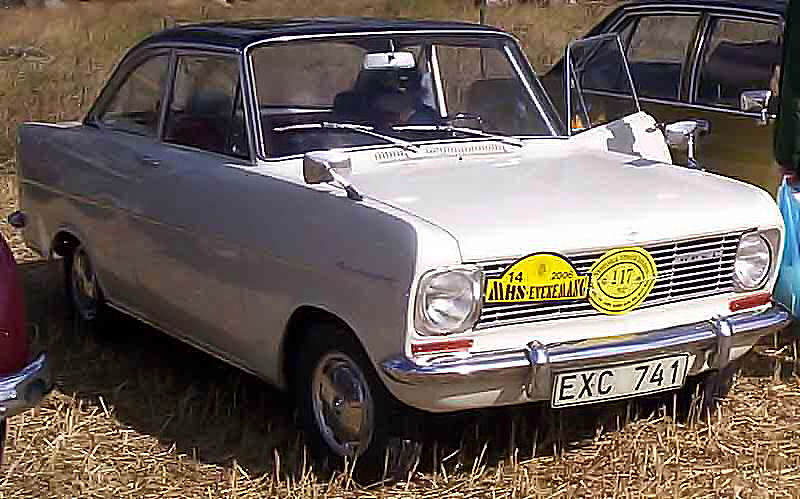
クーペ

## カデットB（1965年-1973年）

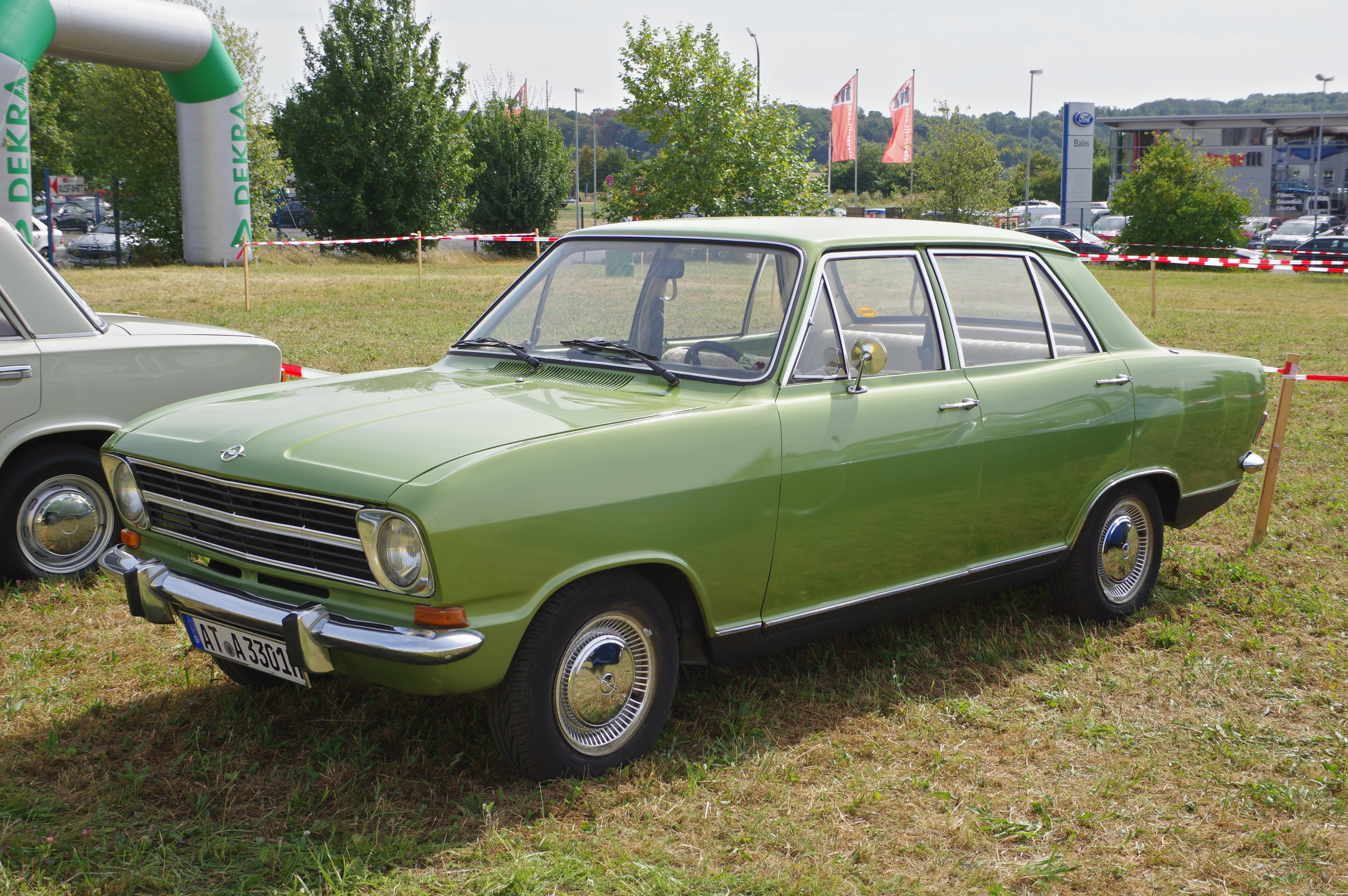
カデットB

1965年、2代目となるカデットBが登場した。販売面で成功を収めたヨーロッパ車としては異例に早いタイミングでのモデルチェンジは、車体寸法を拡大して4ドアモデルを追加することが主目的であった。ドイツ市場では隣国のフランスと違い、ベーシックカーは2ドアが一般的で、4ドアモデルの設定がほとんど見られなかったが、この頃になると4ドアの利便性が認識され、オペルもユーザーニーズに応えた形であった。
デザインはAと非常によく似ているが、ホイールベースが95 mm延長され、トレッドも拡大された。車体形式は2ドアと4ドアのセダン、クーペ、キャラバンがあった。エンジンも1,078 ccに拡大され、45馬力と圧縮比を高めた55馬力の「S」の2種類が用意され、後者には前輪ディスクブレーキが標準装備された。1965年には60馬力のクーペモデル・「ラリー・カデット」が追加され、艶消し黒塗りのボンネット、サイドストライプ、キャップレスホイールの装いはその後の小型大衆車のスポーティーモデルの流行となった。
1967年のマイナーチェンジでは後輪サスペンションがパナールロッド付きの4リンク・コイルに改められ、兄貴分のレコルト譲りのSOHC、1,698 cc、75馬力や1,897 cc、90馬力を搭載する高性能版、同年に登場した上級版姉妹車・オリンピアと同じセミファストバック型の2・4ドアセダン (LS)、5ドアワゴン、新しい2ドアクーペが追加され、車種体系が非常に複雑になった。
1971年にはベースモデルのエンジンが1,196 cc、60馬力に変更され、オリンピアが新設計の上級大衆車・アスコナとして独立したことから1,700 cc版が廃止された。1,900c c版は多数がアメリカに輸出され、ビュイックの販売網を通じて売られ、トヨタや日産が躍進するまでの期間、アメリカの輸入車ランキング第二位の座を保っていた。オペル・GTのベースモデルでもあった。
1972年にはモデルライフ末期を迎えて販売が低迷していたフォルクスワーゲン・タイプ1の販売台数を抜き、旧西ドイツのベストセラーカーの座を手にした。

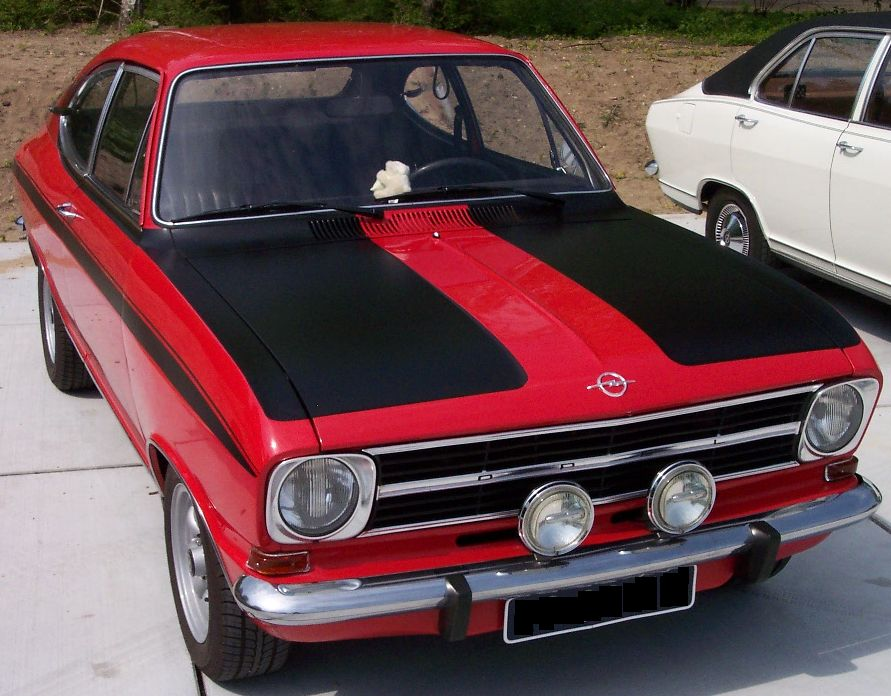
ラリー・カデット
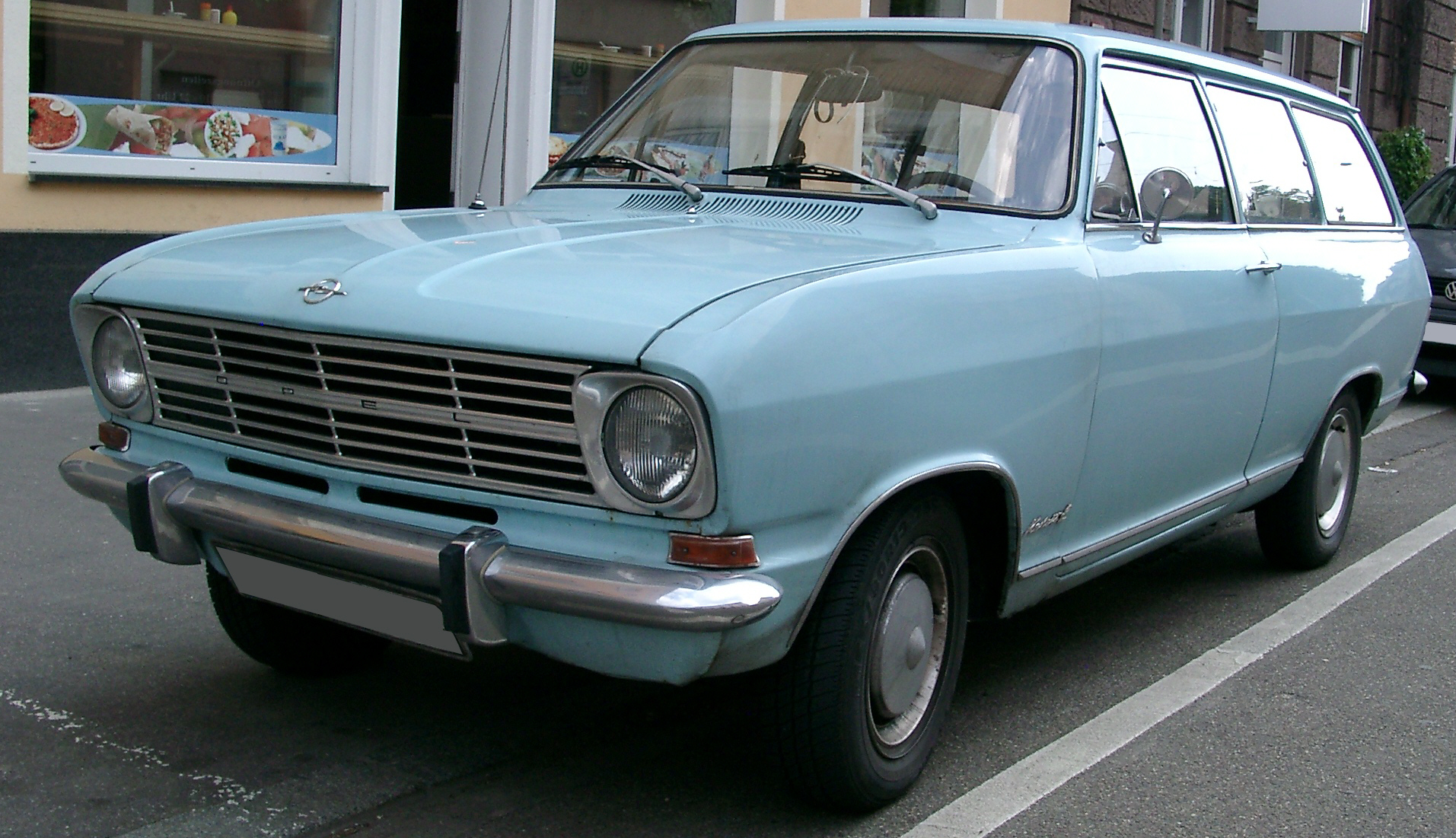
キャラバン
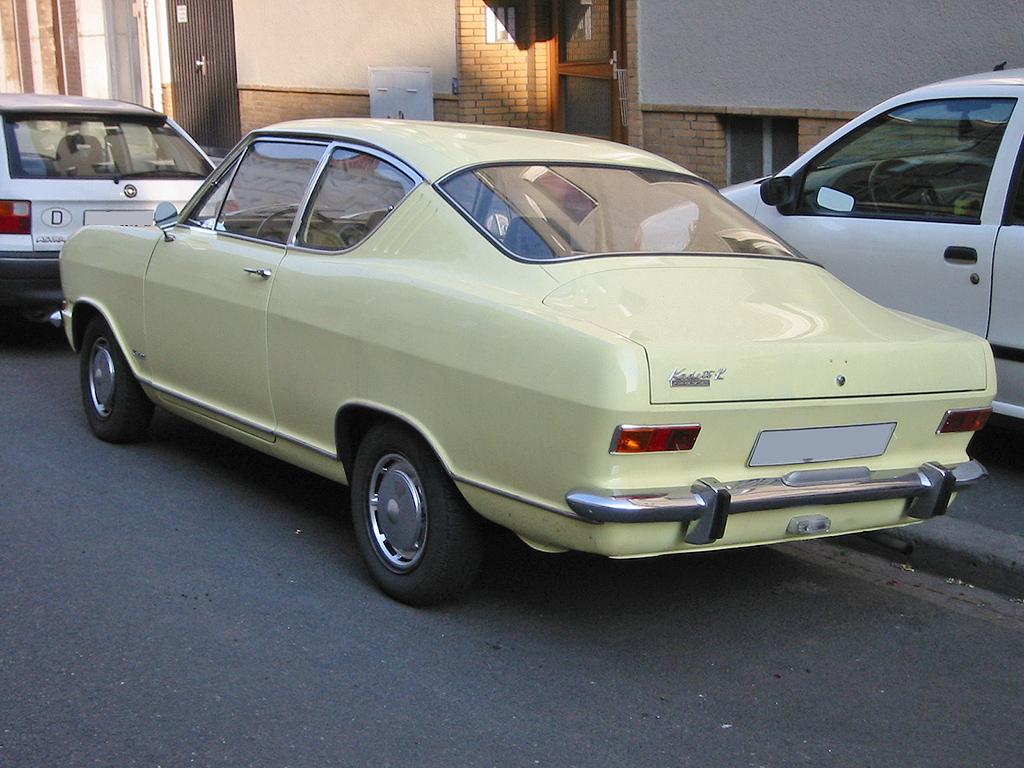
ラリー・カデットとは別スタイルのクーペ
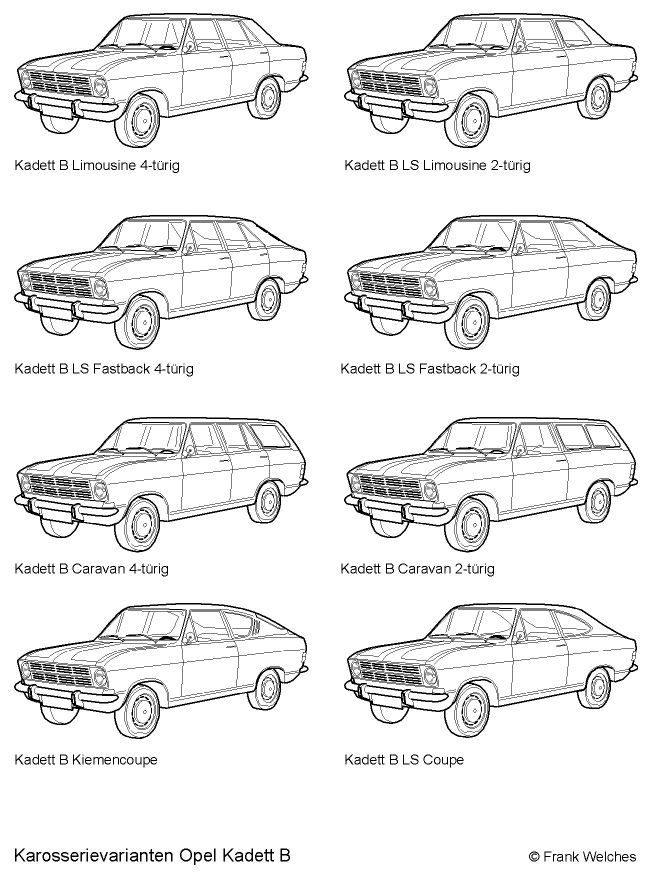
カデットBの車体バリエーション

## カデットC（1973年-1979年）

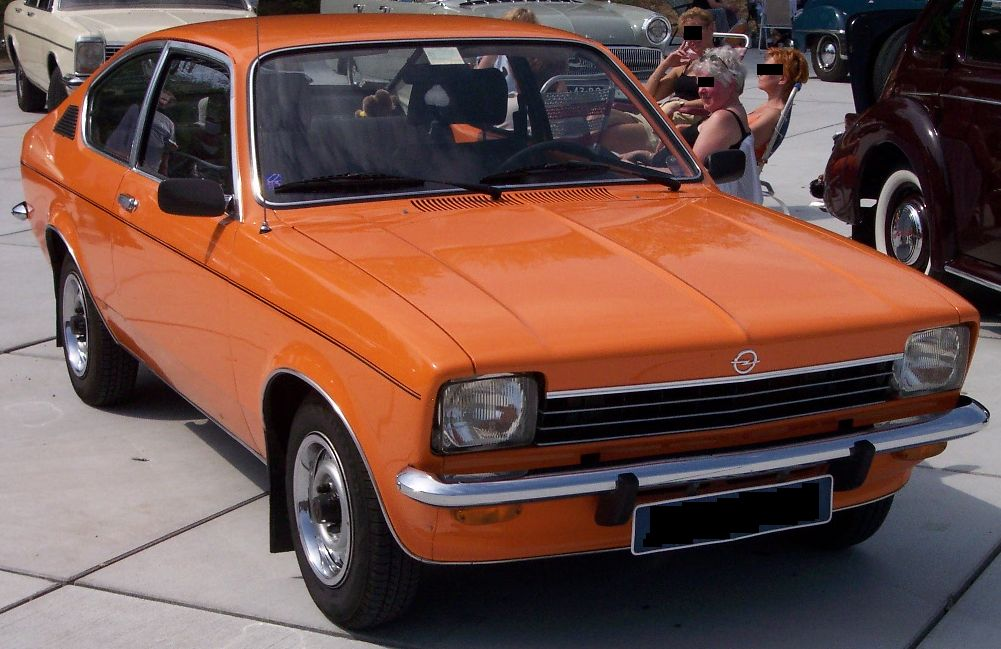
カデットC

4代目はGMの「共通のプラットフォームから各国の国情に合った製品を派生させる」という戦略、「グローバルカー（世界戦略車）構想」の一環として開発され、GM「Tカー」となった。このカデットCを元にして、いすゞ・ジェミニ、ボクスホール・シェヴェット、シボレー・シェヴェットなどの兄弟車が各国で開発された。スタイルはマンタ、アスコナやレコルトのデザインを監督したチャック・ジョーダンの後任のデイヴィッド・ホールズが率いるデザインチームによるもので、既存モデルとの近似性を保ったウエストラインの低いプレーンで美しいものであった。
車体形式は当初2・4ドアセダン・2ドアクーペ・5ドアが中止されて3ドアのみとなったキャラバンの4種類。エンジンは旧型からキャリーオーバーのOHV、1,196 cc、52馬力/S仕様60馬力・廉価版用993 cc、48馬力が搭載された。1975年には3ドアハッチバック版「シティ」、マンタGT/Eと同じ1,897 cc、105馬力エンジンを搭載した「ラリー・カデット」の後継版である2ドアクーペ「GT/E」、1976年には屋根と後窓が折り畳める2ドアカブリオレ「エアロ」、1977年にはGT/Eの発展版である1,979 cc、115 PSのGT/E2、その装備を簡素化した「オペル・ラリー」などの車種が追加された。1977年にはフロント部分が変更され、レコルトやアスコナ同様、ウィンカーがヘッドライト両端に取り付けられた。
イギリスでは前記の通り、ヴィヴァの下位モデルとしてボクスホール・シェヴェットが1975年に登場した。当初はドイツ版にない3ドアハッチバック一種類で、ノーズも別のデザインで印象を大きく変えていたが、同年末には2・4ドアセダンも登場し、設計年次の古いヴィヴァに代わってボクスホールの主力大衆車に育ち、次期モデルで英独の車種一元化が行われる伏線となる。 
WRCでの参戦はオペル・ワークスである「GM・ユーロハンドラー」チームと各国のディーラーチームがセミワークスとして各国の仕様で75年サンレモ・ラリーにグループ4仕様から投入される。ドライバーにワルター・ロール、アンダー・クーラング、ラウノ・アルトーネンらを起用、従来のアスコナAと入れ替わりにカデットGT/Eで参戦する。ホモロゲーション・モデルとしては、GT/E2ベース150 hpとするグループ1仕様、GT/EのエンジンをさらにDOHC 8バルブ207 hpのグループ2仕様、DOHC 16バルブ240 hpであるグループ4仕様が作られた。
サンレモではミッション・トラブルによりリタイアに終わるも翌年から、グループ1・2・4へ数多く投入。1977年スウェディッシュ・ラリーでの2位が最高位となり1978年まで投入され続けた。1979年はホモロゲーションの変更により16バルブヘッドのグループ4仕様は参戦できなくなり、ワークス活動はアスコナBにスイッチされたが、オペル・ワークス以外ではベーシックなラリー車として各国のプライベーターに愛用され続けた。
「シェヴェットHS｣のラリー仕様はボクスホールと英ブラインスタイン・レーシングとで開発され､16バルブツインカムエンジンがラリー向けに改良されると英ケンブリッジ近くのテストコースとを開発の拠点とし､フィンランドのペンティ・アイリッカラの手で熟成､1976年11月にWRCのグループ4でエントリー｡
デビューから1年足らずでステージクラス優勝となるが､1000湖・ラリーでは活躍できなかったと共にWRCではインパクトを与える前にメカニカルトラブルが多発してしまう結果も頻発した。1978年には「シェヴェットHSR」へ進化｡ラッセル・ブルックルスのフォード・エスコートRSとが1980年代まで数秒差単位の選手権争いを繰り広げた｡

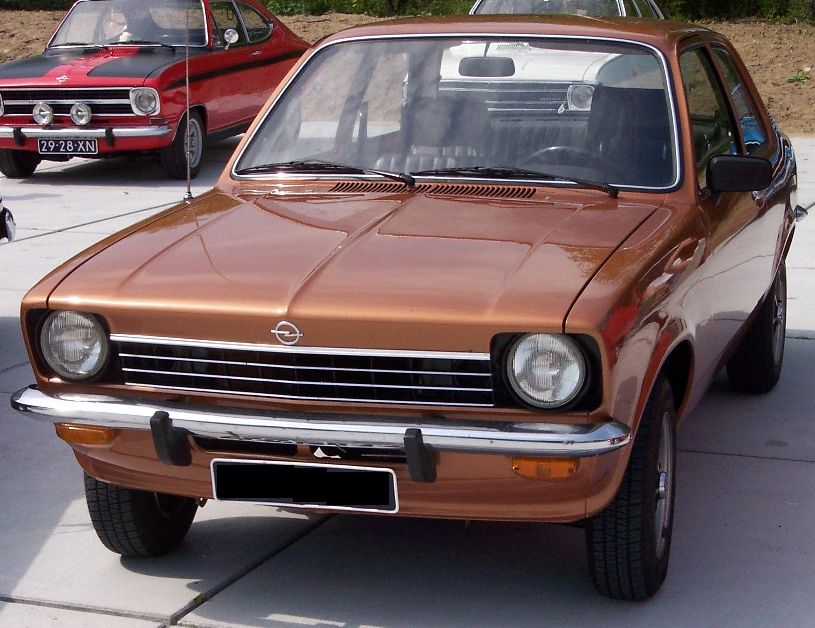
セダン
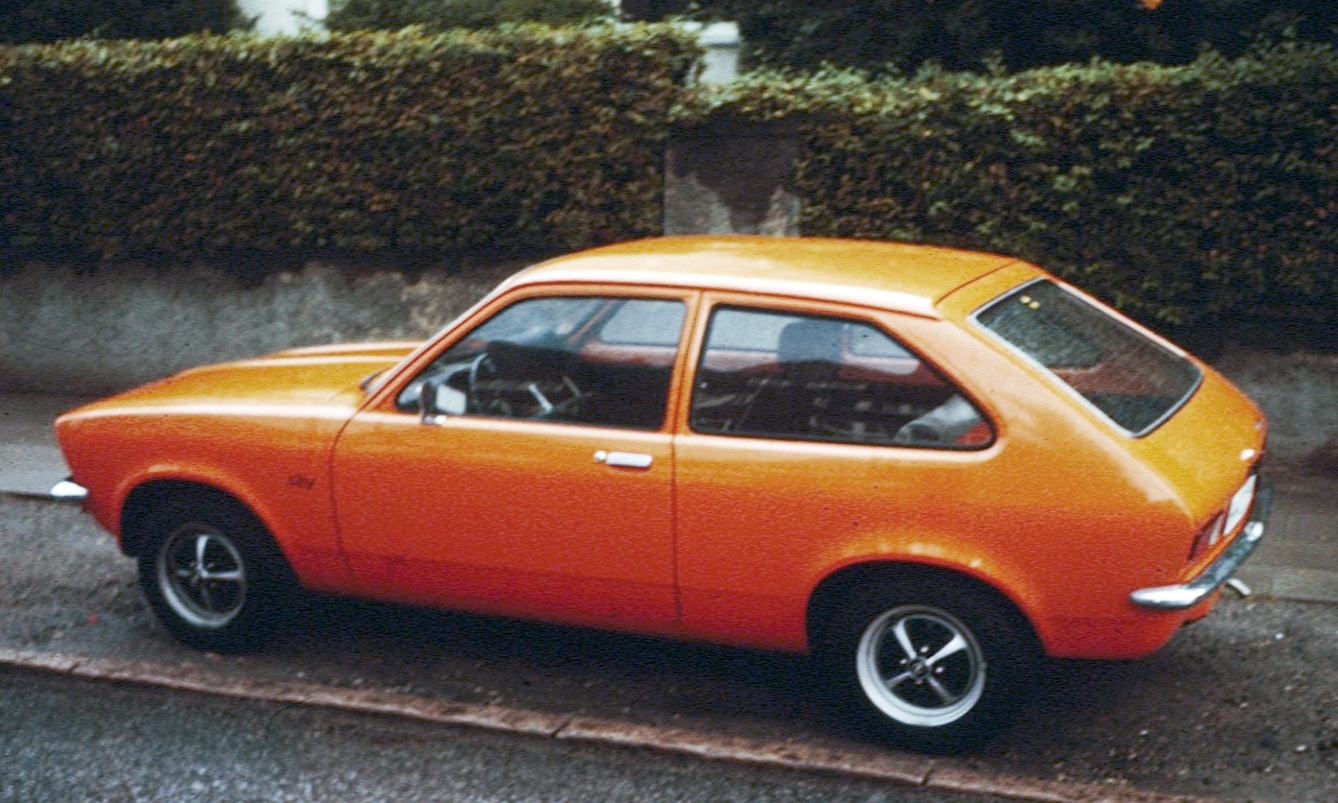
シティ
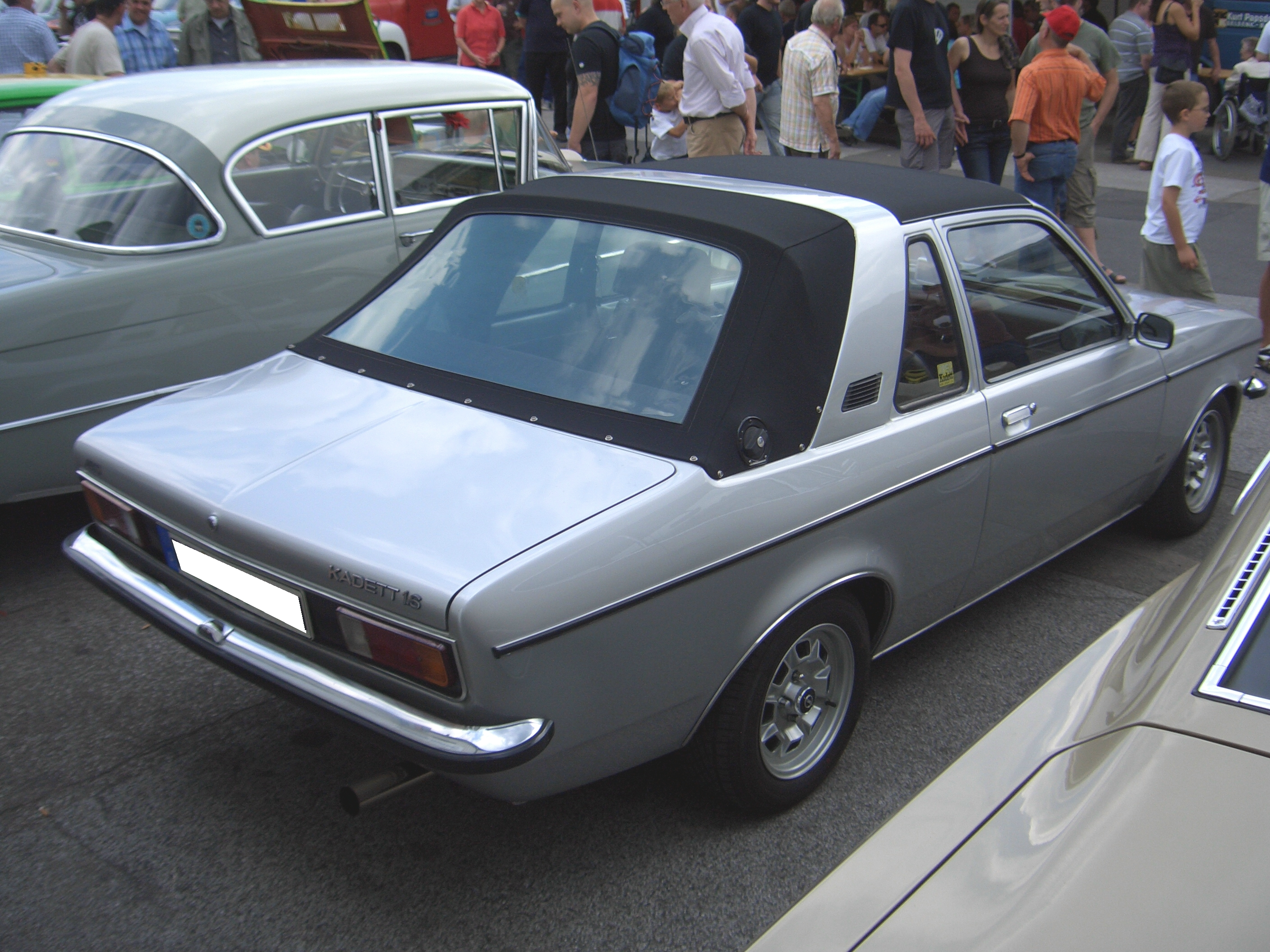
エアロ
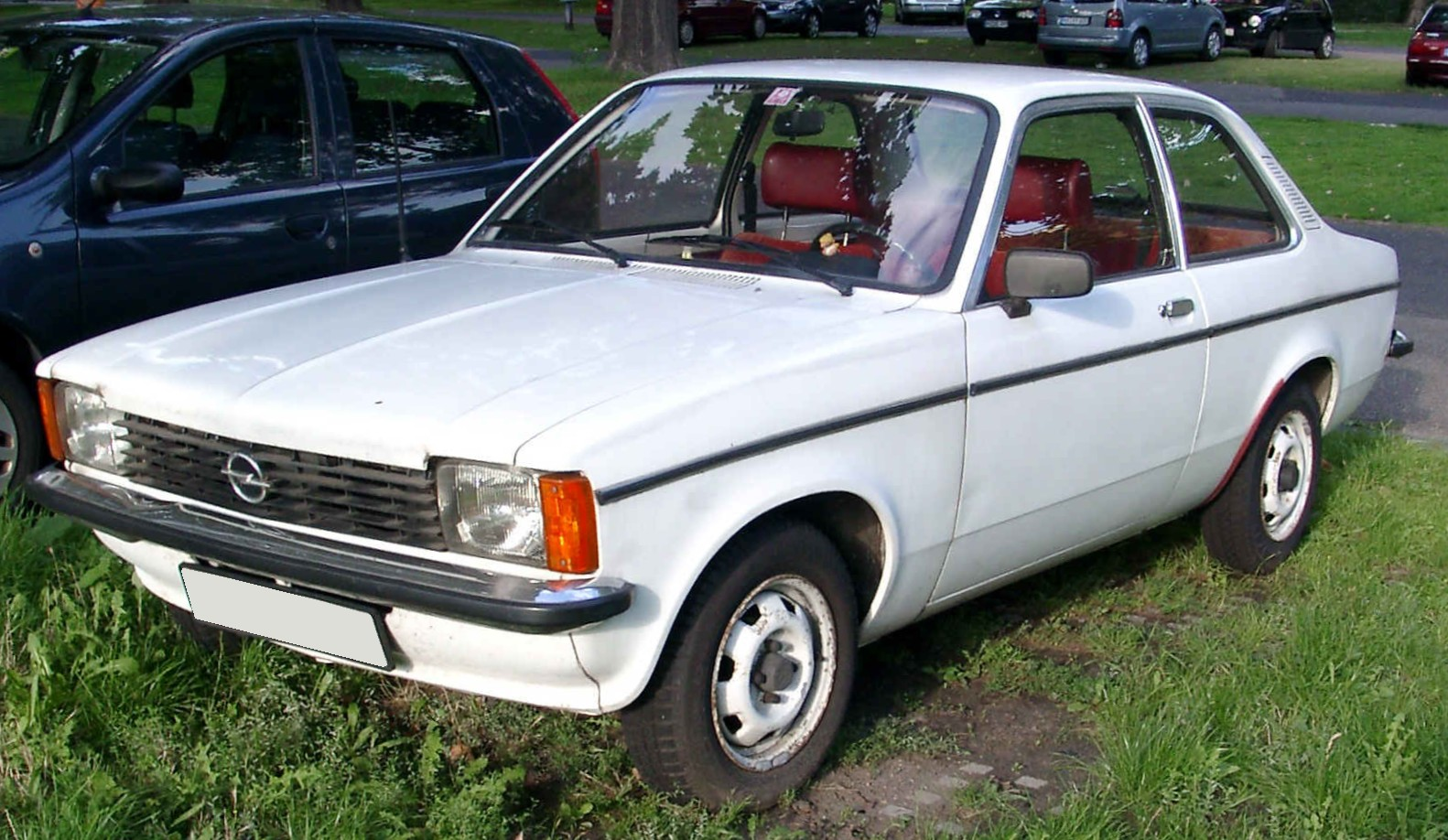
後期型セダン
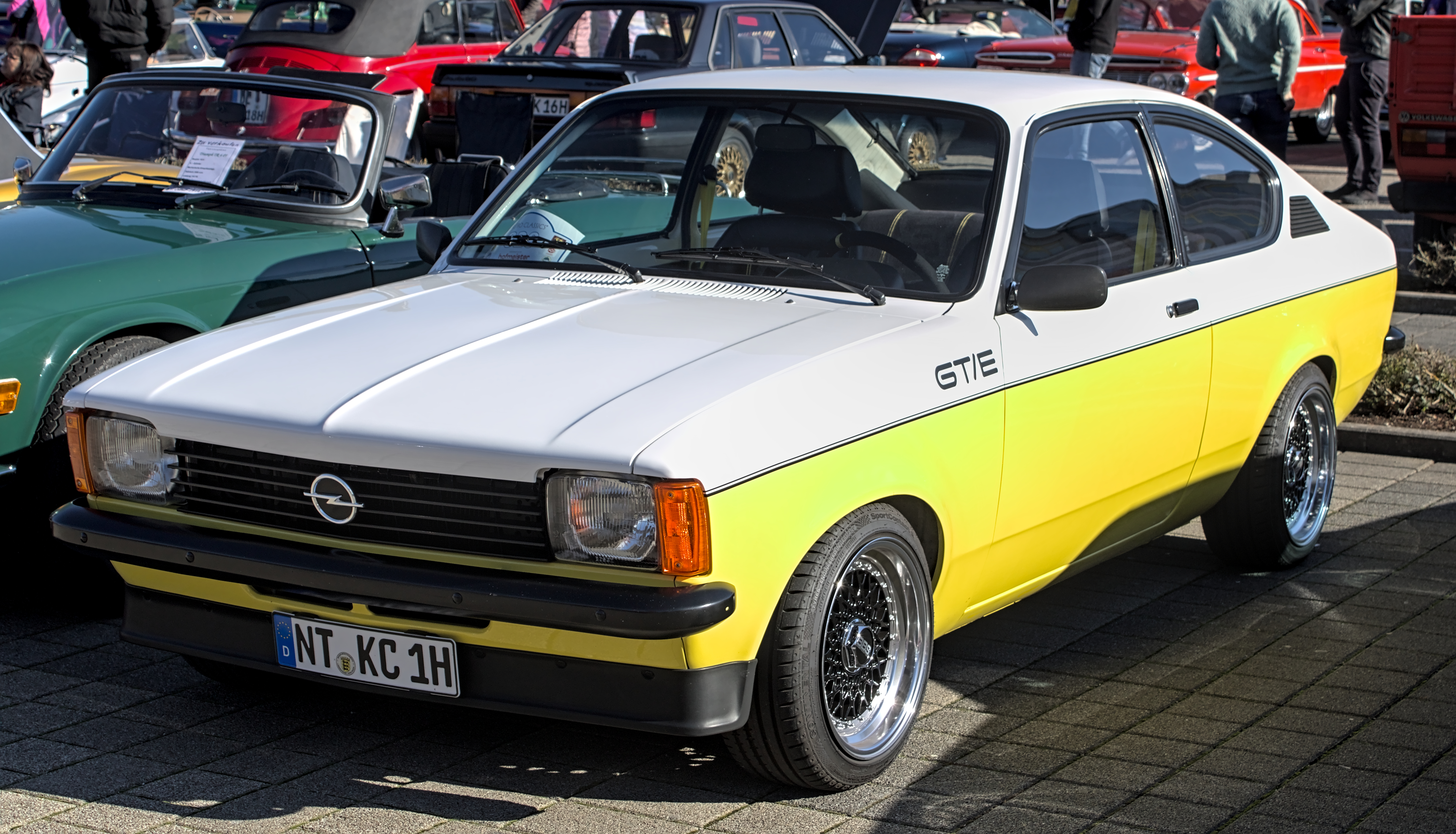
GT/E
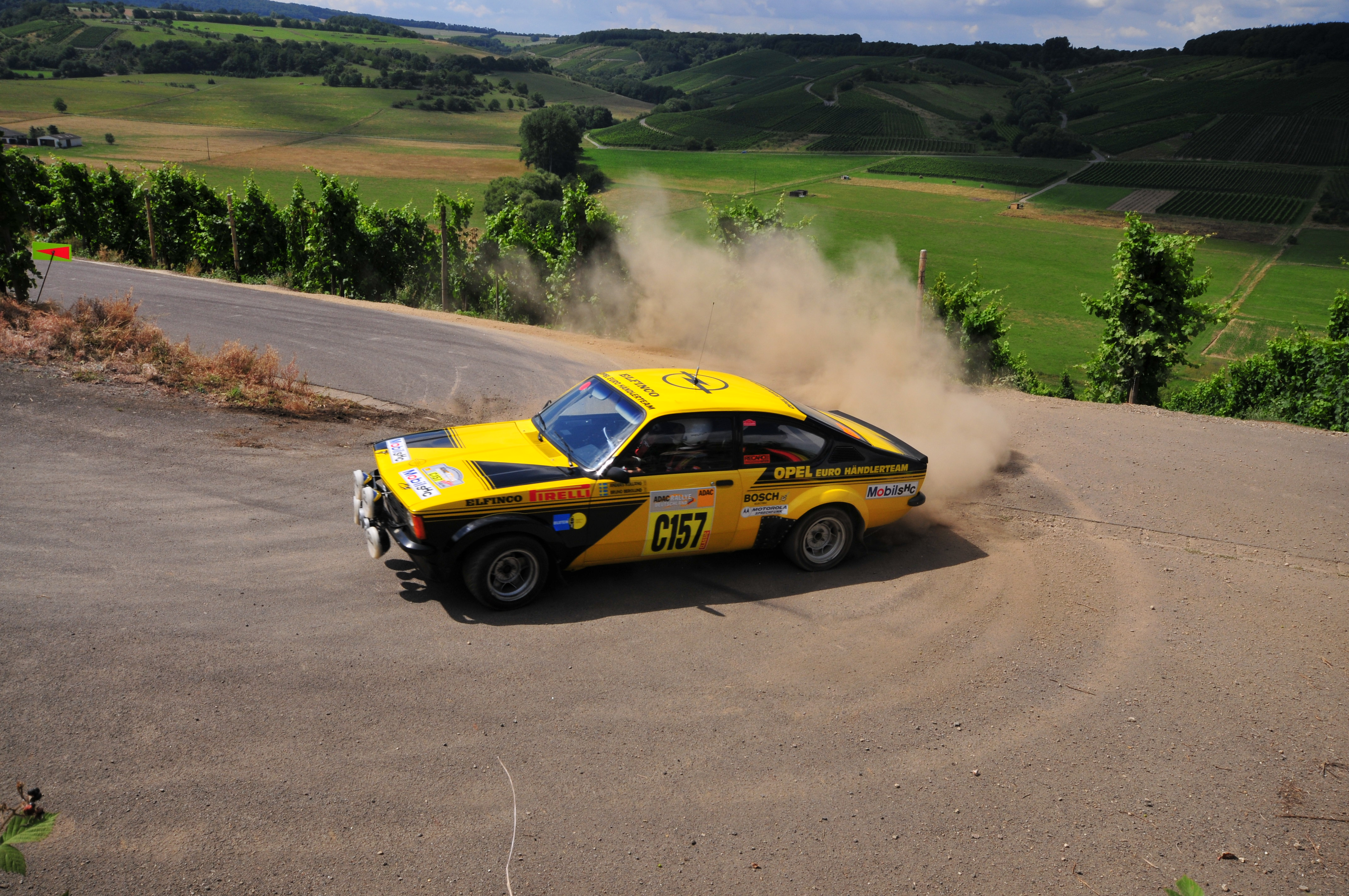
GT/E WRC　Gr.4 クーラング車
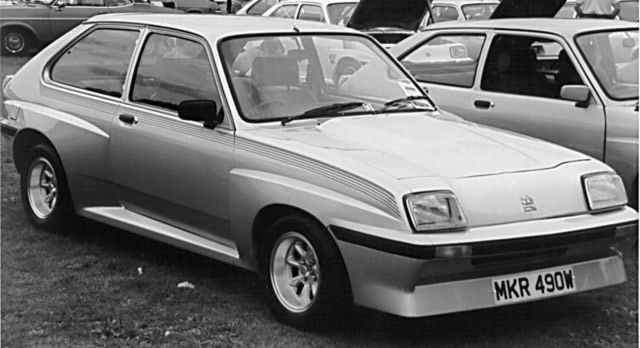
ボクスホール・シェヴェットHSR

## カデットD（1979年-1984年）

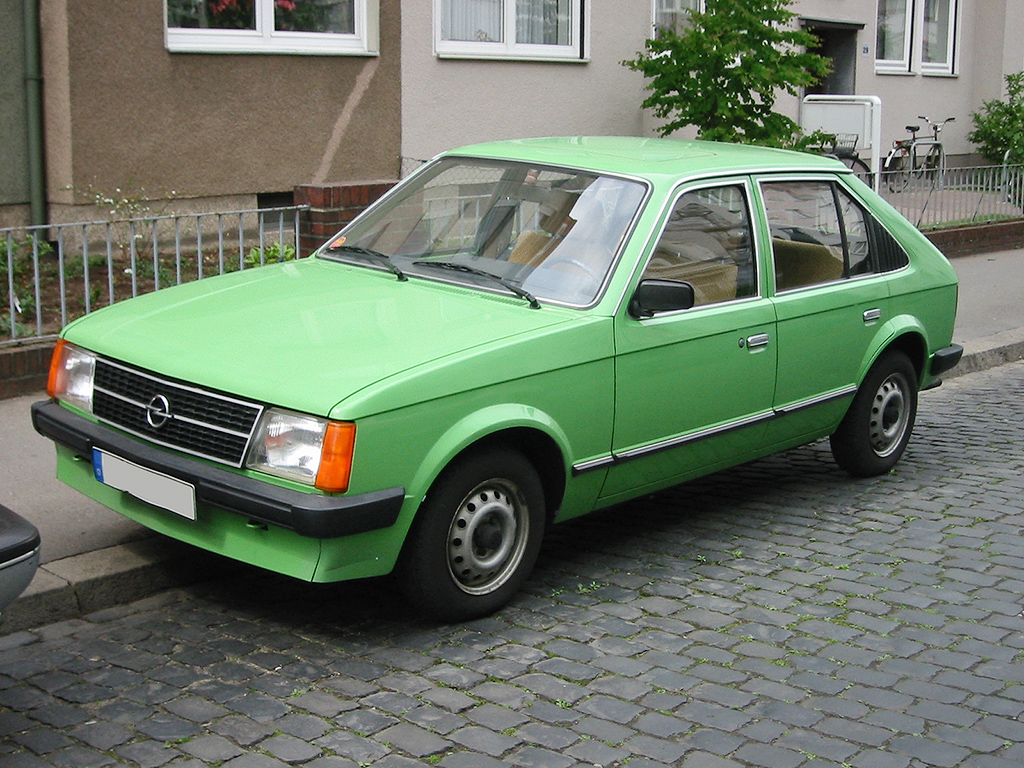
カデットD

1974年に登場したフォルクスワーゲン・ゴルフは、横置きエンジンの前輪駆動とハッチバックボディという構成を小型大衆車の常識とすることに決定的な役割を果たし、ドイツ国内はもとより世界のベストセラーカーの座をトヨタ・カローラと争う存在となった。この流れはデビュー以来保守的な顧客層に支えられてきたカデットにも波及し、1979年9月に登場した5代目（カデットD）で前輪駆動（FF）化された。
先代カデットCとボクスホール・シェヴェットで始まった英国ボクスホールとの車種統合は最終段階に達し、ヴィヴァが生産中止され、代わってこの代からカデットとバッジ以外まったく同一なアストラが英国で生産されることとなった。
カデットは前輪駆動化されたものの、前輪駆動車がまだ少数派であった日本やアメリカ、ブラジルなどでは旧型にもまだ十分な商品力があると判断され、いすゞ・ジェミニとシボレー・シェヴェットは旧モデルが継続生産された。また、ボクスホールもシェヴェットを並行生産してドイツにも輸出した。
日本人チーフデザイナー・児玉英雄がチーフスタイリストとして担当した車体はゴルフより一回り大きく、兄貴分のレコルトEに似たリアクォーター部分の処理を特徴としたが、車体四隅に大きく張り出したタイヤやプラスチック部品の多用によって、従来のオペル車のようなスマートさやゴルフほどの品質の高さが感じられないデザインであった。また、主力はテールゲート付の3ドアと5ドアのハッチバックであったが、保守派のために独立したトランクを持つ2ドア・4ドアも用意され、ワゴン版も3ドアに加えて5ドア版が復活した。エンジンは旧型以来の1,196 cc OHV、53馬力・60馬力に加え、新開発の1,297 cc SOHC、60馬力・75馬力の4種類が用意された。また、この当時は横置きエンジン車向けのオートマチックトランスミッションの開発が困難な時代であったため、当初は4速MTのみ設定され、3速ATは1981年5月に追加された。サスペンションも新設計され、フロントはマクファーソン・ストラット、リアはトレーリングアームとビームアクスルによる特殊な半独立型が採用された。
1981年には1,598 ccで90馬力、1982年にはそのディーゼル版で54馬力のエンジンがそれぞれ追加された。1983年には1,796 ccで115馬力のエンジンを搭載し、流行のエアロパーツを装着した「GT/E」が復活した。

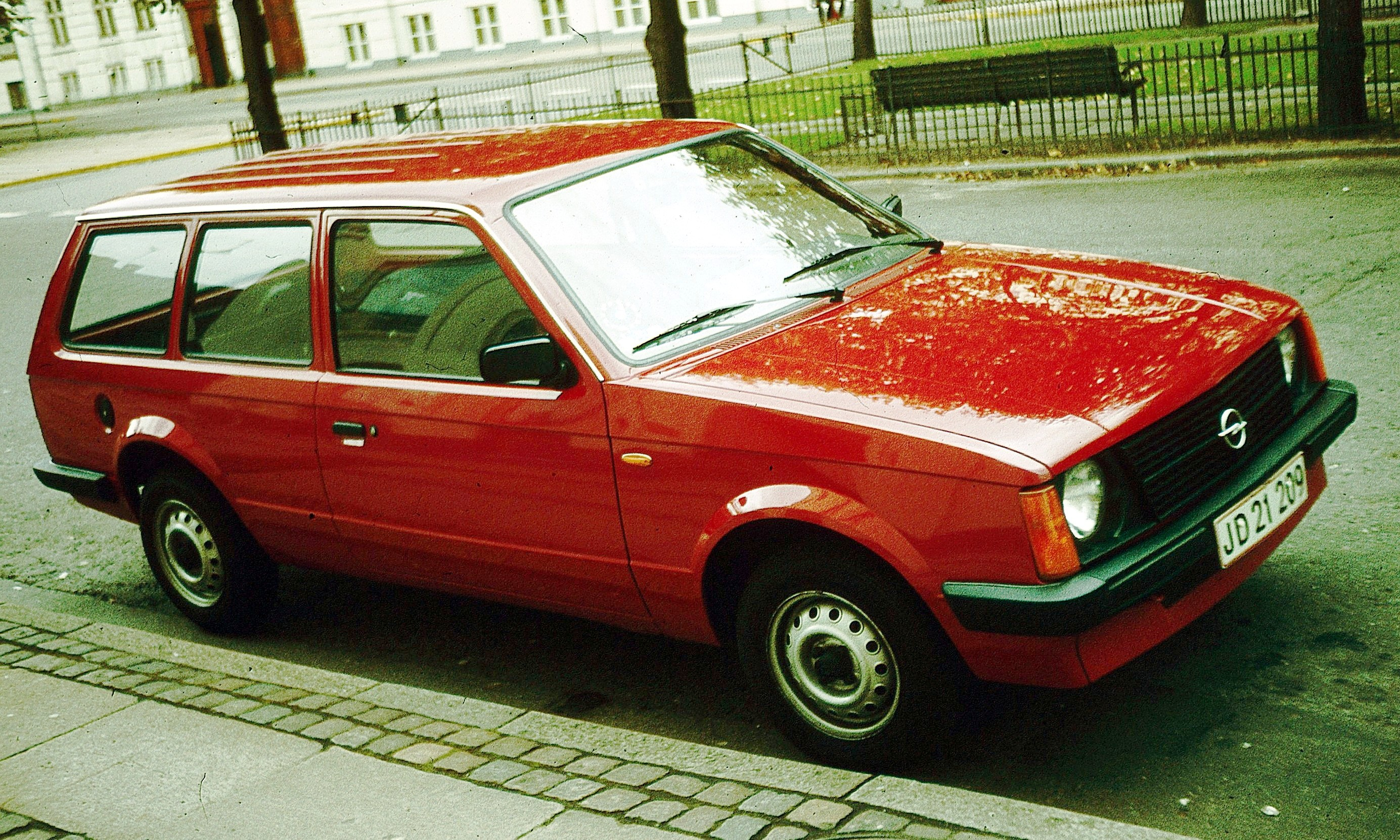
キャラバン（廉価版は丸型ライト）
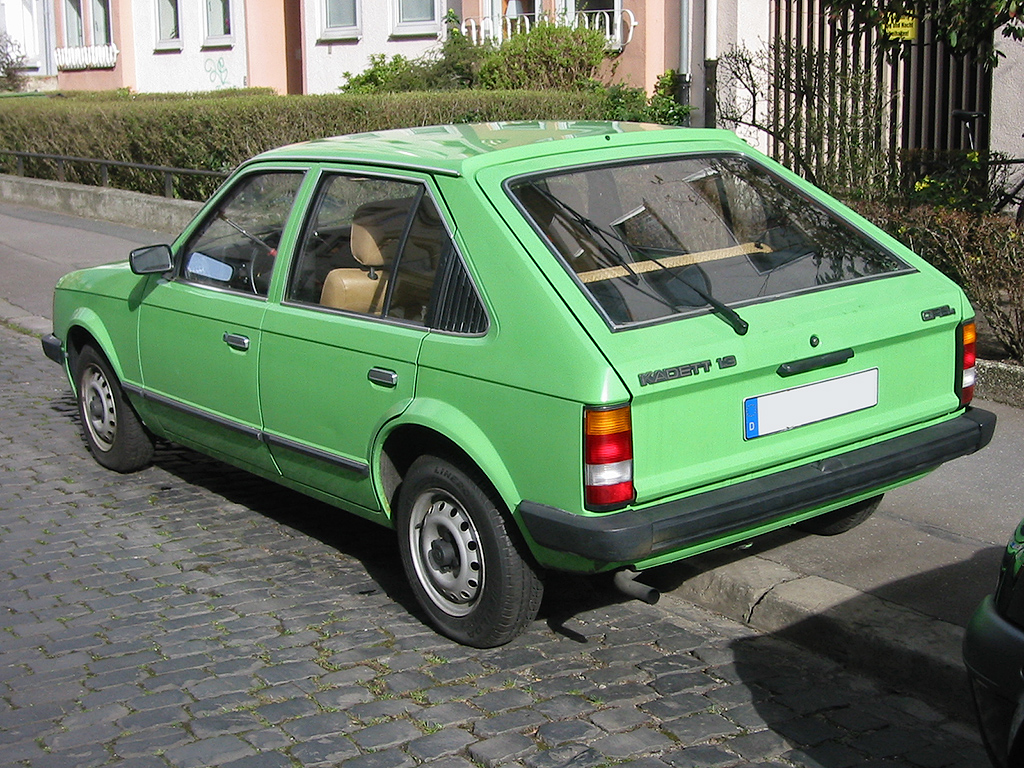
5ドアのリアビュー

## カデットE（1984年-1991年）

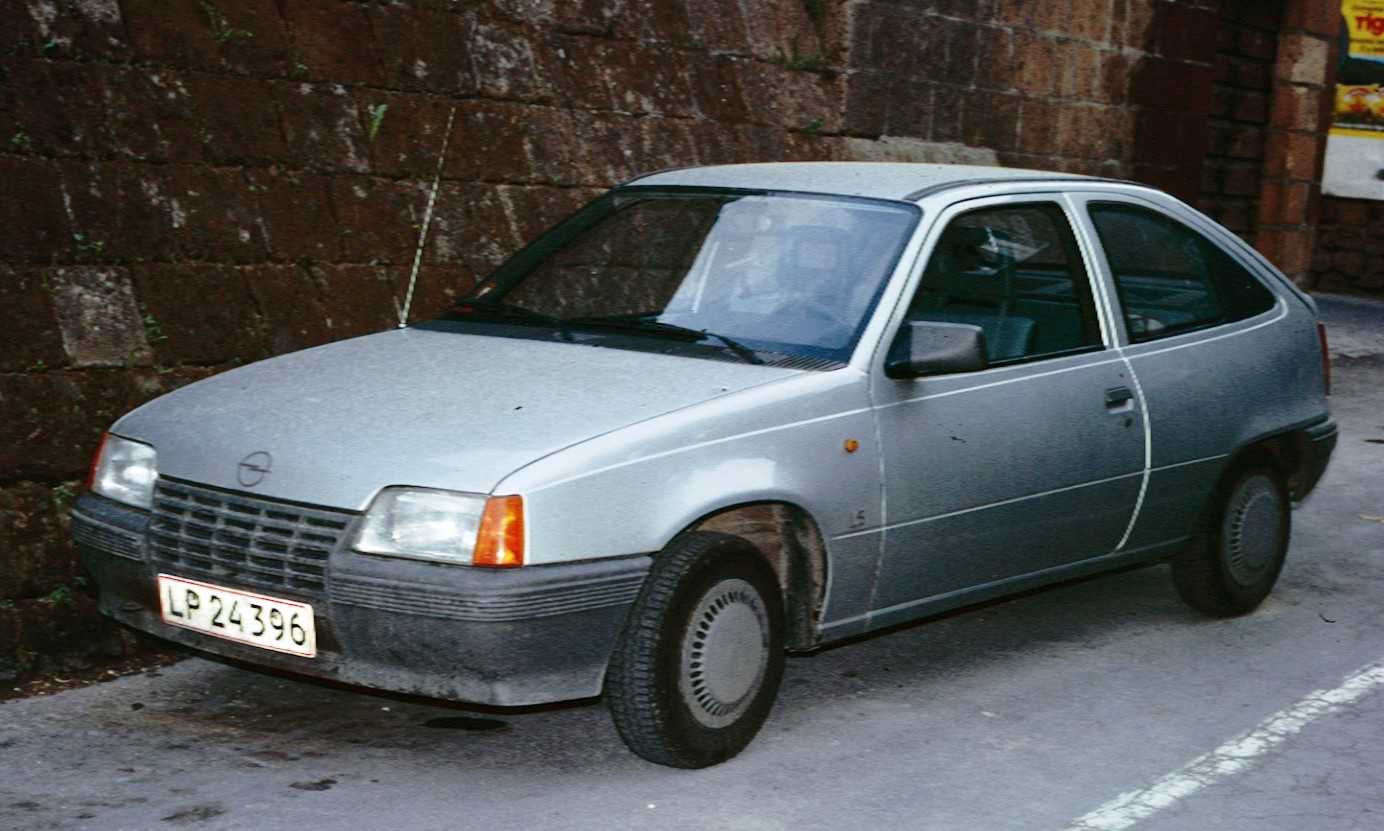
カデットE

最後のカデットとなったEは1984年に登場した。最大のライバルであるゴルフは1982年に2代目（ゴルフII）にモデルチェンジしており、その他にもアウディ・100やフォード・シエラなど、いわゆるエアロルックと呼ばれる空力的スタイルの新型車が次々に登場していた。新鮮さを失ったカデットDの角張ったスタイルをエアロルックで一気に若返らせたことがEの最大の特徴で、空気抵抗係数（Cd値）は0.32と高い水準を示した。ただしその代償として窓面積が小さくかつ傾斜が強いため、室内は開放感に欠け、狭く感じられた。
機構的には先代をほぼ踏襲しており、エンジンも従来からの1,196 cc・1,297 cc・1,598 ccのガソリンと1,598 ccディーゼルがそのまま用いられた。ボディは3ドアと5ドアのハッチバック、4ドア3ボックスのセダン、ホイールベースを235mm延長した3・5ドアワゴンのキャラバンがあったが、1987年にはイタリアのベルトーネが車体製作を担当した2ドアカブリオレも追加された。
1986年には高性能版のGSiが登場、空気抵抗係数（Cd値）は0.30となり、115 psのスペックでも空力ボディの恩恵もあって最高速度は220 km/hに達した。当初は1,796 ccであったが、1988年にはマイナーチェンジが行われてフロント部分が改変された他、エンジン排気量が1,400/1,800/2,000 ccに拡大され、GSiは2,000 cc、DOHC 16バルブ、156馬力となった。
1992年のフルモデルチェンジに際し、オペル版も車名が「アストラ」に統一され、戦前から数えて50年以上の歴史を持つカデットの名前は消滅した。
WRCへはグループAでGSiでの参戦に留まるものの、グループBの凍結により撤回された上位カテゴリ・グループS用のマシンとして、GSiベースの600馬力、パワートレインを4輪駆動化した「GSi T16 ラリー4X4」が開発され、投入するカテゴリを失うと1988年ヨーロッパラリークロス選手権に参戦した。

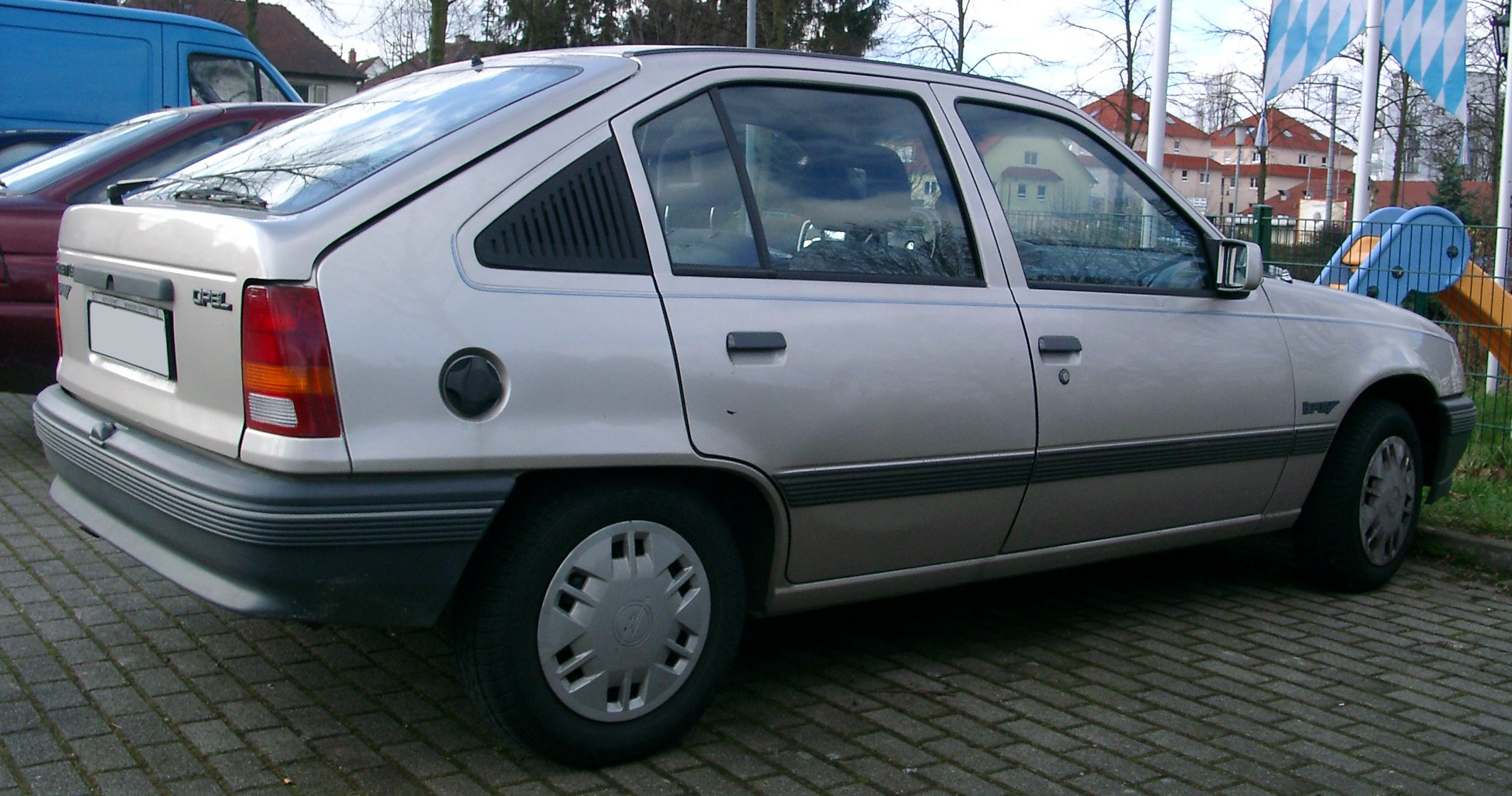
5ドアリアビュー
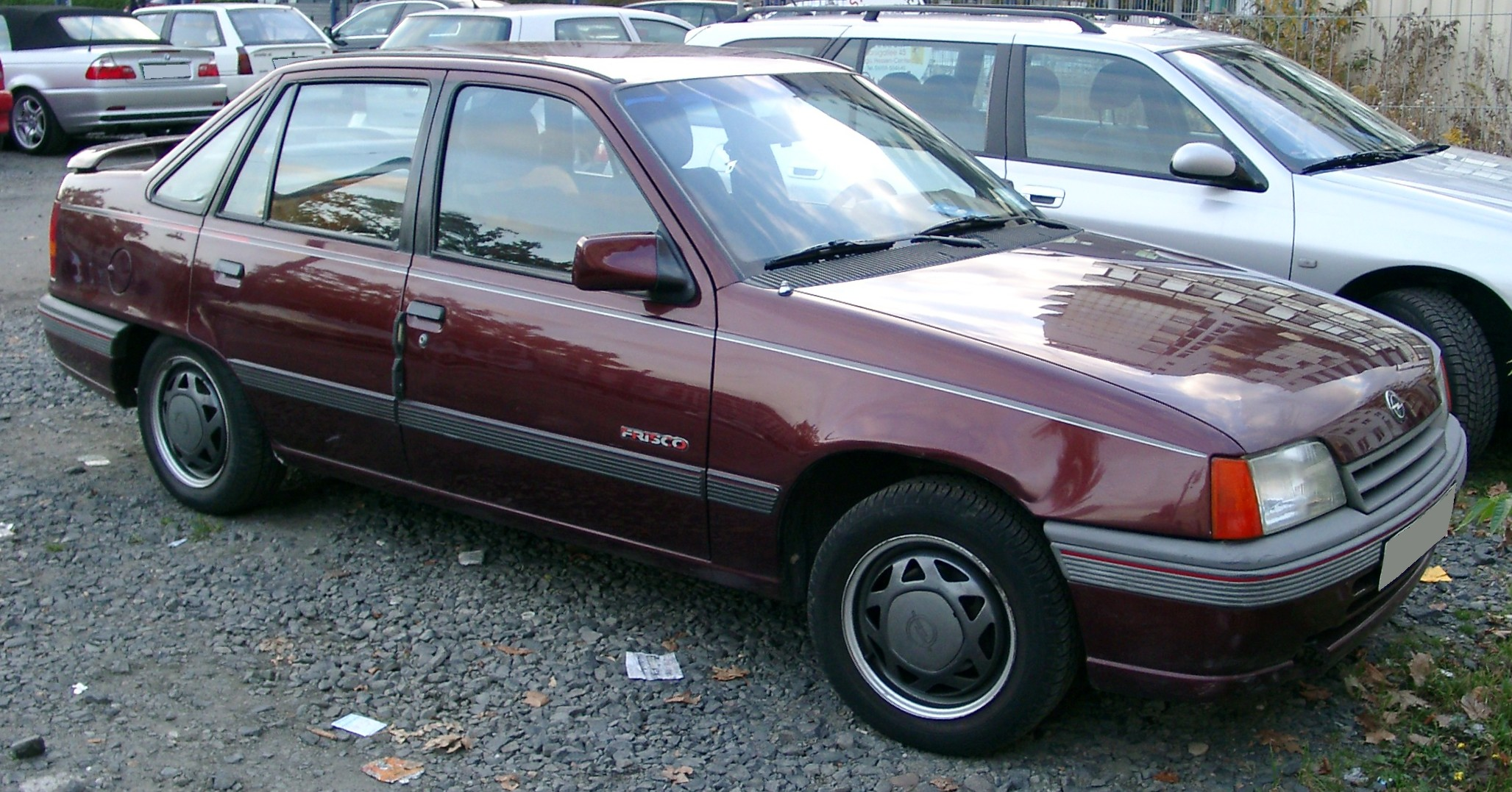
ノッチバック
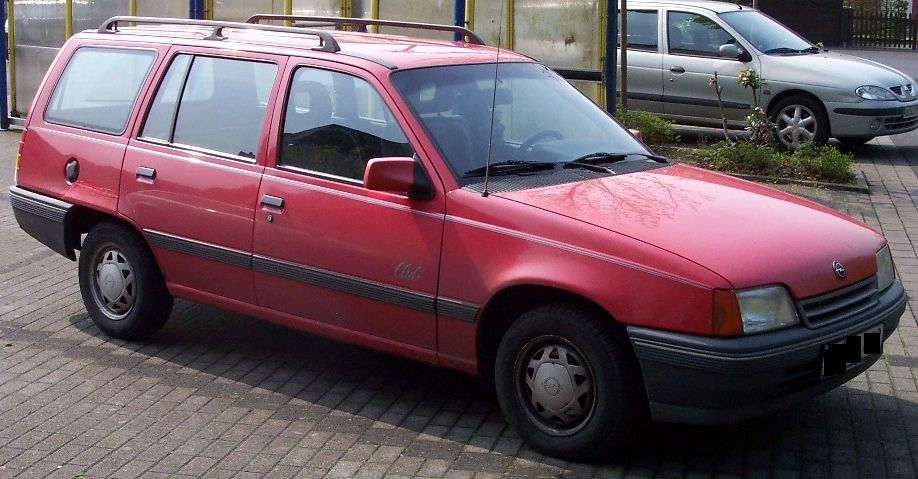
キャラバン（後期型）
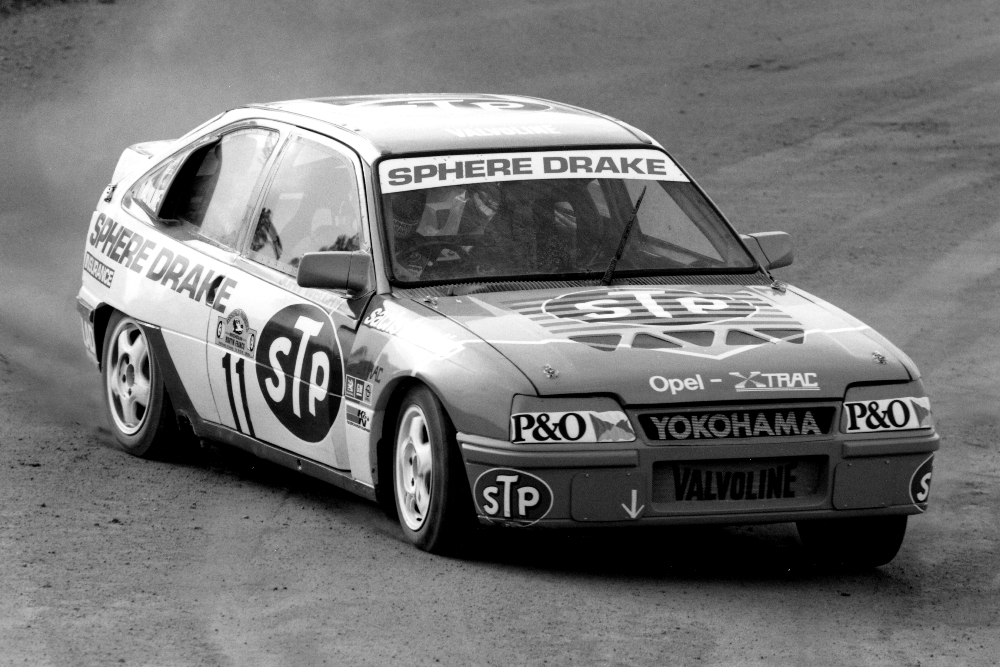
GSi T16 ラリー4X4

## 日本への輸入
東邦モーターズによってA/Bの各種モデルが輸入され、1960年代のオペルは人気輸入車の1つであり、カデットも特に日本車にまだ例が少なかったクーペやラリー・カデットを中心に比較的多数が輸入された。
1973年から、C/Dの時期にオペルの日本への輸入が途絶えていた。いすゞ・ジェミニが事実上、Cのライセンス生産品であったうえ、この間の日本車の成長は著しく、またかつてのオペルの顧客層も他の輸入車に侵食された。
オペルは1982年に輸入再開されたが、売れ行きは芳しくなかった。カデットは1985年頃Eの輸入が始まったが、輸入台数が少ないためライバルのフォルクスワーゲン・ゴルフよりも高価格であったこと、比較的電気系統などのトラブルも多かったことから売れ行き不振であった。唯一の例外は5ドアワゴンのキャラバンで、ゴルフのワゴン版がまだない時代であったため、折からのワゴンブームの中でニッチマーケットを開拓することに成功し、比較的多くの台数が街で見られた。